# Alessandro Terracini
Alessandro Terracini (Torino, 19 ottobre 1889 – Torino, 2 aprile 1968) è stato un matematico italiano, docente di geometria analitica.

## Biografia
Fratello del linguista Benvenuto Aronne Terracini, compì tutti gli studi nella sua città natale, laureandosi brillantemente in Matematica nel 1911.
Dopo la prima guerra mondiale diventò docente di Geometria analitica nel 1924 all'Università degli Studi di Catania, venendo poi chiamato l'anno successivo alla cattedra dell'Università degli Studi di Torino, dove rimase fino al 1938, quando dovette emigrare in Argentina a causa delle persecuzioni antisemite. Nella Facoltà di Ingegneria di San Miguel de Tucumán fondò la Revista de Matemática y Física Teórica cui collaborò, tra gli altri, Albert Einstein. Tornato in Italia nel 1948, riprese la cattedra all'Università di Torino, di cui venne nominato professore emerito nel 1962.
Socio dell'Accademia Nazionale dei Lincei, dell'Accademia delle Scienze di Torino, ricevette numerosi riconoscimenti scientifici in Italia ed all'estero. 
Per le sue qualità di studioso e di uomo fu eletto per sei anni vice-presidente dell'UMI e per altri sei anni (1958-1963) ne fu il Presidente.
Notevoli sono stati i contributi di Terracini nel campo della geometria analitica, dell'algebra, della geometria proiettiva differenziale ed i suoi studi sull'incidenza degli spazi tangenti delle varietà iperspaziali.
Sua figlia Lore è stata un'importante linguista e studiosa di letteratura spagnola.